# Léodamas de Thasos
Pour les articles homonymes, voir Léodamas.
Léodamas de Thasos  (en grec ancien Λεωδάμας / Leôdámas) est un mathématicien grec né sur l’île de Thasos au Ve siècle av. J.-C., à qui Platon a indiqué la Méthode de résolution par l’analyse, qui consiste à ramener le problème à un ou plusieurs principes incontestables.

## Sources
- Diogène Laërce, Vies, doctrines et sentences des philosophes illustres [détail des éditions] (lire en ligne), III
- Études platoniciennes, 1929-1979, par Édouard Des Places